# Philippe Auberger
Pour les articles homonymes, voir Auberger.
Philippe Auberger, né le 15 décembre 1941 à Gennevilliers, est un homme politique français, membre du RPR, puis de l'UMP. Il fut député de l'Yonne de 1986 à 2007 et maire de Joigny de 1977 à 2008.

## Carrière politique
Philippe Auberger est inspecteur des finances honoraire. Polytechnicien (promotion 1961) et énarque, il est maire de Joigny (Yonne) de 1977 à 2008, et député RPR de la 3e circonscription de l'Yonne de 1986 à 2007, dans la 3e circonscription de l'Yonne.
Il est rapporteur général du Budget entre 1993 et 1997. En 1995, il fait partie des députés RPR dits « balladuriens », qui soutiennent la candidature d'Édouard Balladur à l'élection présidentielle contre Jacques Chirac et Lionel Jospin. Il préside le conseil de surveillance de la Caisse des dépôts et consignations de 2002 à 2006. Nommé le 22 février 2007 par Jean-Louis Debré au Conseil de la politique monétaire de la Banque de France, il abandonne ses fonctions de député le 1er mars 2007.
Trois jours avant le second tour des élections municipales de mars 2008, Philippe Auberger se trouve au centre d'une polémique après la diffusion d'une lettre « mettant intimement en cause sa vie privée » auprès de commerçants, d'entreprises, d'écoles et de professions libérales de la ville. La diffusion de cette lettre conduit le tribunal administratif de Dijon à annuler les élections municipales de mars 2008.

## Détail des fonctions et des mandats
- 21 mars 1977 - 6 mars 1983 : Maire de Joigny
- 22 mars 1982 - 2 octobre 1988 : Vice-président du conseil général de l'Yonne
- 14 mars 1983 - 12 mars 1989 : Maire de Joigny
- 2 avril 1986 - 14 mai 1988 : Député RPR de l'Yonne
- 13 juin 1988 - 1er avril 1993 : Député RPR de la 3e circonscription de l'Yonne
- 03 octobre 1988 - 27 mars 1994 : Vice-président du conseil général de l'Yonne
- 17 mars 1989 - 18 juin 1995 : Maire de Joigny
- 2 avril 1993 - 21 avril 1997 : Député RPR de la 3e circonscription de l'Yonne
- 28 mars 1994 - 18 mars 2001 : Vice-président du conseil général de l'Yonne
- 25 juin 1995 - 18 mars 2001 : Maire de Joigny
- 1er juin 1997 - 18 juin 2002 : Député RPR de la 3e circonscription de l'Yonne
- 18 mars  2001 - 9 mars 2008 : Maire de Joigny
- 16 juin 2002 - 1er mars 2007 : Député UMP de la 3e circonscription de l'Yonne
- 16 mars 2008 - 2009 : Conseiller municipal de Joigny

## Ouvrages
- L'Allergie fiscale, Calmann-Lévy, 1984.

## Décoration
- Officier de la Légion d'honneur (14 juillet 2018)[3]